# Падме Амидала
Па́дме Амида́ла Наберри (англ. Padmé Amidala Naberrie, 46 ДБЯ — 19 ДБЯ) — персонаж киносаги «Звёздные войны», королева планеты Набу́, затем сенатор от Набу в Галактическом сенате, жена джедая Энакина Скайуокера, мать Люка и Леи. Имя Падме является аллюзией на буддийскую мантру «Ом мани падме хум», «падме» означает «лотос». Она принадлежит к главным героям трёх фильмов трилогии-приквела: «Эпизод I: Скрытая угроза» (1999), «Эпизод II: Атака клонов» (2002) и «Эпизод III: Месть ситхов» (2005).

## Биография

### Ранние годы
Падме Наберри было всего 14 лет, когда она была избрана королевой планеты Набу (традиция избрания столь юных королев была характерна для Набу: Падме сама говорит о том, что не была самой молодой королевой). Тем не менее, на момент своего избрания королевой она уже на протяжении 2 лет была правительницей столичного города Тида. Родилась Падме в далёкой горной деревне в небогатой семье (в вырезанных из II эпизода сценах её семья изображена довольно состоятельной, что позволяет предположить, что материальное состояние родителей Падме улучшилось благодаря высокому положению дочери) и имела старшую сестру — Солу.
Однако, отправившись навестить свою бабку Винаму, Падме навсегда полюбила жизнь столичного города. Родители Амидалы были очень обеспокоены переездом дочери, но всё-таки позволили девочке продолжать обучение политическим наукам. Став королевой, Падме приняла тронное имя Амидала, которое, как и само имя Падме, происходит из санскрита, где оно ассоциируется с лотосом. В качестве королевы она обучалась боевым искусствам у капитана Панаки. По дворцовым правилам она обязана носить невероятно сложные наряды, причёски и ритуальный грим. Одежда и грим позволяют скрыть истинное лицо королевы, поэтому во время опасных мероприятий или поездок место королевы занимает одна из служанок, чаще всего Сабе (в качестве сенатора двойником Падме является Корде).

### Королева (32ДБЯ—28ДБЯ)
Вскоре после избрания Падме была втянута в конфликт с Торговой Федерацией и в интриги Палпатина против канцлера Фениса Велорума. В первой части киноэпопеи «Звёздные войны. Эпизод I: Скрытая угроза» она пытается снять блокаду своей планеты, обратившись за помощью к Палпатину, сенатору Галактического Сената от Набу. Она не решается объявить войну Федерации, так как справедливо боится возможности насилия над её подданными. Однако вскоре дроиды Торговой Федерации начинают вторжение на Набу, и Амидала, не способная защитить родную планету самостоятельно, бежит с помощью двух джедаев — Учителя Квай-Гон Джинна и его ученика Оби-Ван Кеноби, прибывших в систему Набу для проведения переговоров с Торговой Федерацией о снятии блокады.
При бегстве с Набу корабль Падме атакован Торговой Федерацией и получает серьёзные повреждения, вследствие чего совершает вынужденную посадку на Татуине, ближайшей к Набу планете, которую не контролируют неймодианцы из Торговой Федерации. Здесь они встречают 9-летнего сына Шми Скайуокер — Энакина Скайуокера, который, как полагает Квай-Гон, является Избранным, призванным восстановить равновесие Силы и уничтожить ситхов. Поэтому учитель-джедай добивается освобождения Энакина из рабства и намеревается обучить его владению Силой. Падме производит сильное впечатление на мальчика, который принимает её за ангела. Позже эти чувства перерастут в любовь.
Выступая в Сенате, Падме требует от делегатов признать агрессию против её родины и оказать помощь Набу. В своём выступлении она подвергает острой критике нерешительность канцлера Велорума (поддавшегося на предложение о создании и отправке специальной комиссии на Набу, что могло стоить планете потери времени и, в конечном итоге, независимости), что и приводит к его отставке и избранию новым канцлером делегата от Набу — Палпатина. Несмотря на это событие, Падме остаётся лишённой какой-либо серьёзной помощи со стороны Республики и тайно возвращается на Набу.
С помощью Джа-Джа Бинкса, с которым она сдружилась во время своего путешествия, она добивается заключения союза с гунганами, согласившимися выставить свою армию против дроидов (за неимением боеспособных вооружённых сил у наземных жителей Набу). Именно во время переговоров с королём гунганов Босс’а Насс’аом спутники Падме впервые узнают о том, что она использует двойника. В конечном итоге Падме, при помощи армии гунганов, героически сдержавшей армию дроидов в битве за Набу, Квай-Гон Джинна и Оби-Ван Кеноби, победивших Дарта Мола, а также Энакина Скайуокера, уничтожившего командную станцию дроидов, защищает свою родную планету от захватчиков. Она лично принимает участие в освобождении королевского замка Набу и аресте наместника Торговой Федерации Нута Ганрея, проявляя при этом незаурядное мужество.

### Сенатор (28ДБЯ—19ДБЯ)
События, описанные в этом разделе, происходят в фильмах «Звёздные войны. Эпизод II: Атака клонов» и «Звёздные войны. Эпизод III: Месть ситхов».
В фильме «Звёздные войны. Эпизод II: Атака клонов», действие которого происходит 10 лет спустя, Падме Амидала, которой исполнилось 23/24 года, к тому моменту уже 6 лет является сенатором Галактического Сената после окончания её второго срока на посту королевы Набу. Она является лидером оппозиции, выступающей против создания армии Республики для борьбы с сепаратистами из Конфедерации Независимых Систем и их армией дроидов. После неудачного покушения на её жизнь (организованного, как позже оказалось, заклятым врагом Падме, бывшим наместником Нут Ганреем), приведшего к гибели её двойника Корде, к ней для защиты был приставлен Энакин Скайуокер, ставший учеником Оби-Вана Кеноби. В частности, он защищает Падме от ядовитых многоножек. Палпатин тайно отправляет Падме на отдых домой, на Набу, однако на самом деле использует это время для поиска новых способов её устранения. За время отсутствия Падме в Сенате её, по сути, заменяет Джа-Джа Бинкс, который и выступает с предложением передачи канцлеру чрезвычайных полномочий.
Во время совместного пребывания на Набу Энакин, чьи чувства к Падме за десять лет разлуки только усилились, признаётся ей в любви, однако поначалу Падме, ведомая своим долгом, отвергает его, несмотря на то, что сама испытывает те же чувства к юноше.
Едва узнав о том, что Оби-Ван Кеноби схвачен сепаратистами на Джеонозисе, Падме заставляет Энакина, несмотря на его упорство, отправиться на пустынную планету для помощи его учителю. Однако попытка освободить Кеноби из плена лидера сепаратистов, бывшего джедая графа Дуку, приводит к поимке Амидалы и Скайуокера, которых готовятся казнить на крупной арене, подобной римскому Колизею Флавиев. Ожидая верной смерти, Падме всё же признаётся в любви к Энакину. Однако все трое пленников спасаются благодаря помощи джедайской гвардии, возглавляемой магистром Мейсом Винду, а также прибывшей вскоре армии клонов под командованием магистра Йоды. В ходе разгоревшейся битвы проявились полученные Падме во время обучения капитаном Панакой навыки владения оружием. В бою она продемонстрировала неожиданные для женщины и видного политического деятеля стойкость и меткость стрельбы, сражаясь бок о бок с самыми выдающимися джедаями, однако её любимый в ходе схватки на лазерных мечах с графом Дуку, подменяя своего учителя, теряет правую руку. После возвращения на Корусант руку Энакина заменяют кибернетическим протезом, и он с Падме тайно венчается в присутствии всего двух свидетелей — R2-D2 и C-3PO.
Битва за Геонозис, начатая ради спасения сенатора, джедая и падавана, обернётся первым сражением Войны Клонов, и Республика погрузится в пучину гражданской войны, которая превратила Падме, поддержанную сенаторами Бейлом Органой и Джа-Джа Бинксом, в лидера оппозиционных к канцлеру Палпатину сил в Сенате.
Вырезанные сцены фильма дают представление о семье Амидалы: в кадре появляются родители Падме, Джобал и Руви Наберри, а также её сестра Сола с двумя дочерьми — Руу и Пуджа (позже Пуджа Наберри пойдёт по следам Амидалы, став на два года во время Галактической Гражданской войны представителем Набу в Сенате).
В конце 2 эпизода Падме выходит замуж за Энакина Скайуокера.
В событиях 3-го эпизода Падме вместе с сенаторами Мон Мотмой, Бейлом Органой и некоторыми другими, ставшими после лидерами Альянса, становится во главе оппозиции. Падме — одна из подписавшихся под Петиций Двух Тысяч, основным требованием которого было сложение с Палпатина чрезвычайных полномочий сразу после окончания войны; скорейший переход к дипломатии в улаживании конфликта с сепаратистами. В новеллизации Мэтью Стовера описывается, что Падме очень переживает из-за своей деятельности, так как, зная о симпатии Энакина к Палпатину, считает, что совершает предательство по отношению к мужу.
На начало третьего эпизода Падме и Энакин не видятся уже много месяцев. Того с Дальних Рубежей приводит к столице осада Корусанта. При первой же встрече Падме говорит Энакину о том, что она беременна. Её тревожат последствия этого: она наверняка лишится своего места в Сенате, Энакина в свою очередь могут изгнать из Ордена. Но Скайуокер воспринимает эту новость как огромное благо.
Его радость очень скоро омрачается снами, в которых он видит смерть своей любимой. Но Падме мало тревожит это, она уверена, что «на Корусанте женщины не умирают от родов», и ей ничего не грозит. Несмотря на предостережения Энакина, она продолжает заниматься политической деятельностью и, по сути, подвергает себя опасности, будучи лидером оппозиции.
Падме очень тревожится за Энакина, находящегося в постоянном стрессе из-за происходящих трений между Советом и Канцлером Палпатином. Она предлагает обратиться за помощью к Оби-Вану, но Энакин отвергает это предложение. Больше всего Падме хочется хотя бы на время забыть о войне, пожить немного в мире. Она хочет улететь для родов на родную планету Набу, в Озёрный Край, и надеется, что Энакин сможет быть рядом с ней.
Хотя она и сама ранее признаёт, что демократии, за которую они боролись, больше нет, Падме не до конца верит Энакину, когда он говорит о предательстве Ордена по отношению к Верховному Канцлеру. С тревогой она провожает мужа на Мустафар. Сама же присутствует на последнем в её жизни заседании Сената. Услышав о провозглашении Империи, она с тревогой воспринимает эту новость и советует своему соратнику Бэйлу Органе сохранять терпение, ни в коем случае не идти на открытый конфликт с Императором и ждать, пока представится случай начать борьбу.
Оби-Ван, желая узнать, куда улетел Энакин, рассказывает Падме о его предательстве, переходе на Тёмную Сторону, прямой причастности к убийству юнлингов в Храме и наконец о бывшем верховном канцлере, который спланировал последнюю войну, её последствия и всё, что привело их в «здесь и сейчас». Падме, понимая, что ужасы, творимые в теперь уже в бывшей республике Палпатином, являются правдой и подтверждением её опасений, всё равно противоречит себе из чувств к Энакину. Оби-Ван догадывается, что Падме беременна (учитывая, что она была примерно на 8-9 месяце беременности, это трудно не заметить) и отец — Энакин, и оставляет её, на самом деле затаившись на её скиффе. Падме, отказавшись от общества капитана Тайфо, с одним только C-3PO летит на Мустафар. Она пытается убедить своего мужа в том, чтобы он отринул Тёмную Сторону, улетел вместе с ней, оставив войну и политику. Её ужасает позиция Энакина касательно правления Галактикой. Когда появляется Оби-Ван, Энакин решает, что она предала его, и в гневе душит её с помощью Удушения Силы, но не убивает.
После окончания дуэли со Скайуокером Оби-Ван доставляет Падме в медицинский центр, где она рожает двух детей, называя их Леей и Люком. После, сказав Оби-Вану, что в Энакине ещё есть добро, она умирает. Согласно показаниям медицинских дроидов, Падме просто потеряла волю к жизни.
Падме со всеми почестями похоронена в Тиде, на Набу. Детей её прячут: Люка отвозят на родину отца, Татуин, а Лею — на Альдераан. Прячут их по двум причинам: Император может найти их и убить, ибо они являются угрозой его власти, так как могут свергнуть его. Вторая причина — их может найти Дарт Вейдер и воспитать во зле. Дроиду C-3PO стирают память, чтобы он никому не проболтался.

## Наследие
Ископаемый вид млекопитающих Xenokeryx amidalae получил своё видовое название в честь героини Падме Амидала. Третий рог животного напомнил первооткрывателям её причёску в фильме «Скрытая угроза».